# Carl Eberwein

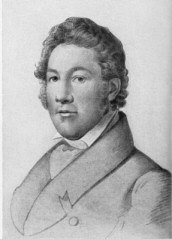
Carl Eberwein.

Franz Carl Adelbert Eberwein, född 10 november 1786 i Weimar, död där 2 mars 1868, var en tysk tonsättare. Han var bror till Traugott Maximilian Eberwein.
Eberwein var verksam som musikdirektör i födelsestaden och anförare för Johann Wolfgang von Goethes huskapell. Han skrev i samtiden uppskattad musik till Karl Holteis "Lenore" samt operor, sånger och diverse instrumentalmusik.